# Supachai Koysub
Supachai Koysub (15 de julio de 1977) es un deportista tailandés que compitió en atletismo adaptado. Ganó nueve medallas en los Juegos Paralímpicos de Verano entre los años 2000 y 2012.

## Palmarés internacional
| Juegos Paralímpicos | Juegos Paralímpicos   | Juegos Paralímpicos | Juegos Paralímpicos |
| Año                 | Lugar                 | Medalla             | Prueba              |
| ------------------- | --------------------- | ------------------- | ------------------- |
| 2000                | Sídney (Australia)    | Medalla de oro      | 200 m T54           |
| 2000                | Sídney (Australia)    | Medalla de oro      | 4 × 100 m T54       |
| 2000                | Sídney (Australia)    | Medalla de plata    | 4 × 400 m T54       |
| 2004                | Atenas (Grecia)       | Medalla de oro      | 4 × 100 m T53-54    |
| 2004                | Atenas (Grecia)       | Medalla de oro      | 4 × 400 m T53-54    |
| 2008                | Pekín (China)         | Medalla de plata    | 4 × 100 m T53/54    |
| 2008                | Pekín (China)         | Medalla de plata    | 4 × 400 m T53/54    |
| 2008                | Pekín (China)         | Medalla de bronce   | 100 m T54           |
| 2012                | Londres (Reino Unido) | Medalla de plata    | 4 × 400 m T53/54    |